# Noordsebuurt
Noordsebuurt (52° 10′ N, 4° 51′ L) é uma vila dos Países Baixos, na província de Holanda do Sul. Noordsebuurt pertence ao município de Liemeer, e está situada a 10 km, a norte de Woerden.
A área de Noordsebuurt, que também inclui as partes periféricas da cidade, bem como a zona rural circundante, tem uma população estimada em 210 habitantes.